# Ready an’ Willing
Ready an’ Willing — третий студийный альбом группы Whitesnake, выпущенный в 1980 году.
Запись альбома проходила в декабре 1979 и феврале 1980 годов на студиях Ridge Farm, Суррей, и лондонской Central Recorders Studio and Sauna. Альбом достиг шестой позиции в UK Albums Chart, а также стал первым попавшим в чарты других стран. Так, в Норвегии он занял 32-ю строчку, а в США 90-ю.
Две альбомные песни были выбраны в качестве синглов. Предварившая выход альбома «Fool for Your Loving» в апреле 1980 года заняла 13-ю строчку в UK Singles Chart, а в августе 53-е место в американском чарте Billboard Hot 100. В 1989 году она была перезаписана для альбома Slip of the Tongue. Новая версия попала на 37-е место в Hot 100 и второе место в Mainstream Rock Charts, однако в Британии не смогла побить успех оригинала, добравшись лишь до 43 места. Заглавная «Ready an’ Willing (Sweet Satisfaction)» достигла в июле 43 места в Британии.
В 2006 году EMI переиздала альбом на CD, добавив пять бонус-треков. Бонус-треками стали ранее не выпускавшаяся «Love for Sale» и композиции, записанные во время выступления группы на фестивале Reading 1979 года: кавер-версия песни Майкла Прайса и Дэна Уэлша «Ain’t No Love in the Heart of the City», кавер-версия песни Deep Purple «Mistreated», в оригинале выходившая в альбоме Burn, а также песня «Love Hunter» из одноимённого альбома Whitesnake и песня «Breakdown» из сольного альбома Дэвида Ковердэйла Northwinds.

## Список композиций
| №  | Название                  | Автор(ы)                                         | Длительность |
| -- | ------------------------- | ------------------------------------------------ | ------------ |
| 1. | «Fool for Your Loving»    | Дэвид Ковердэйл, Мики Муди, Берни Марсден        | 4:17         |
| 2. | «Sweet Talker»            | Ковердэйл, Мэрдсен                               | 3:38         |
| 3. | «Ready an’ Willing»       | Ковердэйл, Муди, Нил Маррей, Джон Лорд, Иэн Пейс | 3:44         |
| 4. | «Carry Your Load»         | Ковердэйл                                        | 4:06         |
| 5. | «Blindman»                | Ковердэйл                                        | 5:09         |
| 6. | «Ain’t Gonna Cry No More» | Ковердэйл, Муди                                  | 5:52         |
| 7. | «Love Man»                | Ковердэйл                                        | 5:04         |
| 8. | «Black and Blue»          | Ковердэйл, Муди                                  | 4:06         |
| 9. | «She’s a Woman»           | Ковердэйл, Мардсен                               | 4:07         |

| №   | Название                                                                     | Автор(ы)                 | Длительность |
| --- | ---------------------------------------------------------------------------- | ------------------------ | ------------ |
| 10. | «Love for Sale» (ранее не издавался)                                         | Ковердэйл                | 3:05         |
| 11. | «Ain’t No Love in the Heart of the City» (Live at the Reading Festival 1979) | Майкл Прайс, Дэн Уэлш    | 6:54         |
| 12. | «Mistreated» (Live at the Reading Festival 1979)                             | Ковердэйл, Ричи Блэкмор  | 13:30        |
| 13. | «Love Hunter» (Live at the Reading Festival 1979)                            | Ковердэйл, Муди, Мардсен | 5:56         |
| 14. | «Breakdown» (Live at the Reading Festival 1979)                              | Ковердэйл, Муди          | 5:38         |

## В записи участвовали
- Дэвид Ковердэйл — вокал,
- Мики Муди — гитара, бэк-вокал
- Берни Марсден — гитара, бэк-вокал
- Джон Лорд — клавишные
- Нил Маррей — бас-гитара
- Иэн Пейс — ударные

## Чарты
Альбом
Billboard (США)
| Год  | Чарт       | Место |
| ---- | ---------- | ----- |
| 1980 | Pop Albums | 90    |